# Dancing in the Street
"Dancing in the Street" es una canción escrita por Marvin Gaye, William Stevenson e Ivy Jo Hunter. Fue popularizada por primera vez en 1964 por Martha and the Vandellas, cuya versión alcanzó el puesto número 2 en la lista Billboard Hot 100 durante dos semanas, detrás de " Do Wah Diddy Diddy " de Manfred Mann y también alcanzó el puesto número 4 en las listas del Reino Unido. Es una de las canciones emblemáticas de la discográfica Motown y la más emblemática del grupo.
A lo largo de los años, numerosos artistas han grabado versiones de la canción, varias de la cuales, han llegado a entrar en las listas de éxitos. Una versión de 1966 de Mamas & the Papas fue un éxito menor en el Hot 100, alcanzando el puesto 73. En 1982, el grupo de rock Van Halen llevó su versión de "Dancing in the Street" al puesto 38 en la lista Hot 100 y al puesto 15 en Canadá en la lista RPM. Una versión a dúo de 1985 de David Bowie y Mick Jagger se ubicó en el puesto número 1 en el Reino Unido y alcanzó el número 7 en Estados Unidos. La canción ha sido versionada también por The Kinks, Tages, Grateful Dead y Myra .

## Composición
Reeves contó que inicialmente consideró la canción demasiado repetitiva. Gaye y Stevenson estuvieron de acuerdo e incluyeron en el proyecto a la nueva compositora de la Motown, Ivy Jo Hunter. Martha Reeves recordó que Marvin Gaye grabó la canción primero y la cantó como si se la cantara a un amante. Reeves, imaginando fiestas de barrio y Mardi Gras, pidió a los productores poder cantarla a su manera. Fue grabada en dos tomas. Los escritores de la canción se aseguraron de incluir en la letra referencias a Detroit, cuna de Motown.

## Himno de los derechos civiles
"Los discos de Motown tenían un papel distintivo que desempeñar en la comunidad negra de la ciudad, y esa comunidad, por muy diversa que fuera, articuló y promovió sus propias agendas sociales, culturales y políticas. Estas agendas locales, que reflejaban las preocupaciones únicas de los afroamericanos viviendo en el norte urbano, respondieron y reconfiguraron la campaña nacional de derechos civiles", escribió Suzanne E. Smith en su libro de 1999, Dancing in the Street: Motown and the Cultural Politics of Detroit. El movimiento por los derechos civiles en Estados Unidos le dio a la canción un significado secundario y la canción con su segundo significado avivó las llamas del malestar social. La canción se convirtió en una llamada a rechazar la paz por la posibilidad de que el malestar unificado pudiera generar la libertad que tanto anhelaban las minorías reprimidas en todo Estados Unidos.

## Recepción
"Dancing in the Street" alcanzó el puesto número 2 en la lista Billboard Hot 100 de Estados Unidos cuando se lanzó originalmente en el tercer álbum del grupo. El sencillo también alcanzó el Top 5 en la lista de singles del Reino Unido, alcanzando el puesto número 4 en un lanzamiento de 1969 después de alcanzar inicialmente el puesto 28 en la lista y ayudó a revivir el éxito de Martha and the Vandellas en el Reino Unido.La revista musical estadounidense Cash Box lo describió como "un juego contagioso que deja caer nombres de varios lugares mientras declara que el baile está arrasando el país", afirmando que es "una de esas producciones infalibles de rock con calcetines". 
El 12 de abril de 2006, se anunció que la versión de Martha and the Vandellas de "Dancing in the Street" sería una de las 50 grabaciones sonoras conservadas por la Biblioteca del Congreso en el Registro Nacional de Grabaciones. La cantante principal Martha Reeves aseguró estar encantada con la perseverancia de la canción y dijo: "Es una canción que te da ganas de levantarte y bailar".
La revista musical estadounidense Billboard nombró la canción en el puesto 29 en su lista de las 100 mejores canciones de grupos femeninos de todos los tiempos. "Dancing in the Street" de Martha and The Vandellas fue incluido en el Salón de la Fama de los Grammy en 1999.

## Personal
- Voz principal de Martha Reeves
- Voces de fondo de Betty Kelly, Rosalind Ashford, William "Mickey" Stevenson e Ivy Jo Hunter.
- Instrumentación de los Funk Brothers[6]
  - Robert White : guitarra
  - Eddie Willis : guitarra
  - Joe Messina : guitarra
  - James Jamerson : bajo
  - Marvin Gaye : batería
  - Jack Ashford : percusión, pandereta, vibraciones.
  - Ivy Jo Hunter: percusión (llanta de hierro)
  - Henry Cosby : saxofón tenor
  - Thomas "Beans" Bowles: saxofón barítono
  - Russ Conway: trompeta
  - Herbert Williams: trompeta
  - Paul Riser : trombón
  - George Bohanon : trombón

## Posicionamiento en listas
| Lista (1964)                          | Puesto |
| ------------------------------------- | ------ |
| Australia (Kent Music Report)         | 71     |
| Canadá (RPM Top Singles)              | 3      |
| Nueva Zelanda (Lever Hit Parade)      | 3      |
| Reino Unido (Official Charts Company) | 28     |
| Estados Unidos (Billboard Hot 100)    | 2      |
| Estados Unidos Cash Box R&B Singles   | 8      |
| Estados Unidos Cash Box Top 100       | 4      |
| Lista (1969)                          | Puesto |
| Alemania (Offizielle Deutsche Charts) | 36     |
| Irlanda (IRMA)                        | 12     |
| Países Bajos (Dutch Top 40)           | 45     |
| Reino Unido (Official Charts Company) | 4      |

## Versión de The Kinks
La banda de rock británica The Kinks grabó "Dancing in the Street" para su segundo álbum de estudio Kinda Kinks en 1965. Fue una de las dos únicas versiones del álbum y se grabó del 15 al 17 de febrero de 1965 en Pye Studios de Londres. La canción se grabó rápidamente, junto con la mayor parte de Kinda Kinks para poder lanzar el álbum lo antes posible. Finalmente fue lanzado el 5 de marzo de 1965 y alcanzó el número 3 en el Reino Unido y el número 60 en Estados Unidos.
La versión de The Kinks, fue criticada por ser demasiado aburrida. En su libro Ready For a Brand New Beat: How 'Dancing In The Street' Became the Anthem for a Changing America, Mark Kurlansky afirma que la canción no contenía ninguna interpretación particular ni un ritmo distintivo. Thomas M. Kitts lo afirma como débil en su biografía sobre Ray Davies, y Johnny Rogan lo llama incoloro en su libro Ray Davies: A Complicated Life. Ultimate Classic Rock consideró la pista como una "versión apenas despierta del estándar Motown".

## Versión de The Mamas and the Papas
En 1966, el grupo de folk rock Mamas & the Papas grabó una versión de la canción que fue incluida en su segundo álbum de estudio The Mamas and the Papas. Cass Elliot cantó la voz principal, mientras los otros miembros hicieron las armonías de fondo. La parte instrumental fue grabada por músicos de sesión de The Wrecking Crew, incluidos Hal Blane a la batería, Joe Osborn al bajo y Larry Knechtel a los teclados. El final de la canción es humorístico y presenta a Elliot y Denny Doherty teniendo un diálogo enumerando las ciudades de los Estados Unidos, así como Halifax, Nueva Escocia, Canadá, de donde era Doherty, antes de que la canción se desvaneciera. En el Festival Pop de Monterey en 1967, el grupo terminó su presentación con "Dancing in the Street", siendo esta la última vez que el grupo actuó en vivo.
"Dancing in the Street" fue producido por Lou Adler y publicado como cara B del sencillo " Words of Love " con el sello Dunhill Records. Alcanzó el puesto 73 en la lista Billboard Hot 100.La revista musical estadounidense Cash Box dijo que era "una lectura poderosa del sonido de Motown con Cass Elliot cantando como protagonista poderoso". 

## Versión de Tages
El grupo de rock sueco Tages incorporó "Dancing in the Street" a su lista de canciones durante diciembre de 1965 o enero de 1966. Esta interpretación fue cantada por el baterista original Freddie Skantze, quien no cantó la voz principal en las actuaciones. La interpretación de Tages de la canción elimina las partes de metal para optimizarlas durante las presentaciones en vivo, incorporándo en su lugar riffs del guitarrista principal Anders Töpel o partes de órgano interpretadas por el guitarrista rítmico Danne Larsson, quien comenzó a aprender el instrumento a mediados de 1965. Tras el éxito de su interpretación de " I'll Be Doggone " de Marvin Gaye, que alcanzó el número 10 en Kvällstoppen y el número 7 en Tio i Topp a finales de mayo y principios de junio de 1966, Tages decidió grabar "Dancing in the Street" para su siguiente álbum Tages 2.
Sin embargo, antes de grabar la canción, Skantze había dejado la banda. Fue rápidamente reemplazado por Tommy Tausis, cuyo talento como baterista y habilidades vocales encajaban perfectamente con la banda. Con Tausis ahora en la banda, el bajista Göran Lagerberg había comenzado a armonizar con él en varias canciones, minimizando aún más el papel de Tommy Blom como cantante principal de la banda. La banda también había finalizado el arreglo de "Dancing in the Street", con Lagerberg y Tausis compartiendo la voz principal en la pista, con Larsson tocando el órgano eléctrico y el piano para compensar la falta de instrumentos de metal. Durante sesiones esporádicas en los estudios Europafilm de Bromma, entre mayo y junio de 1966, el grupo grabó "Dancing in the Street".
"Dancing in the Street" fue lanzado por primera vez por Platina Records el 4 de agosto de 1966 cuando se incluyó como tema de apertura en el álbum Tages 2, el segundo álbum de estudio del grupo. Fue una de las tres versiones de Rhythm and Blues del álbum, junto con "I Got You (I Feel Good)" de James Brown y "Leaving Here" de Eddie Holland. El álbum vendió más de 10.000 copias sólo en Suecia, convirtiéndose en su segundo y último álbum en obtener la certificación de oro. Las notas del álbum afirman que "Dancing in the Street" es "la apertura rítmica compacta con una nueva pareja de cantantes formada por Göran Lagerberg y Tommy Tausis". El grupo grabaría otro álbum para Platina, <i id="mwAVI">Extra Extra</i> antes de que expirara su contrato, lo que les permitió firmar con Parlophone Records . También fue por esta época que Tausis dejó la banda para unirse a los Spotnicks . Fue reemplazado por Lasse Svensson.
Después de firmar con Parlophone, Platina decidió publicar varias canciones de Extra Extra como sencillos para capitalizar su éxito, comenzando con "Secret Room" en 1967. Después de varios sencillos de Extra Extra, Platina logró extraer "Dancing in the Street" para su lanzamiento como sencillo, casi un año y medio después de su grabación. Fue el tercer sencillo de Tages 2, después de "In My Dreams" y " Crazy 'Bout My Baby ", pero fue el único sencillo de ese álbum lanzado en 1967. La cara B era "Those Rumours", una canción escrita por la banda y que también apareció en Tages 2. Debido a la falta de publicidad sobre el sencillo y al lanzamiento del sencillo contemporáneo "Treat Her Like A Lady", que alcanzó el número 7 en Kvällstoppen y el 3 en Tio i Topp, "Dancing in the Street" no logró figurar en Kvällstoppen, pero ingresó a Tio i Topp el 9 de diciembre de 1967 durante una semana.

## Versión de Grateful Dead
La banda de rock psicodélico Grateful Dead comenzó a interpretar "Dancing in the Street" en vivo en 1966, y hasta 1971 tocó la canción unas 40 veces, con Bob Weir como cantante principal antes de que la canción fuera archivada durante varios años. La canción volvió a su rotación en 1976 y se reprodujo unas 80 veces más antes de ser retirada en 1987. Se han publicado grabaciones en vivo de ambos períodos. En ese segundo período, el grupo grabó una versión de la canción en el estudio y la lanzó como sencillo extraído de su álbum Terrapin Station de 1977. Esta versión se atribuye a Stevenson, Gaye y Hunter, pero se titula "Dancin' in the Streets" en lugar de "Dancing in the Street".
El bajista Phil Lesh ha descrito "Dancing in the Street" como la primera canción que la banda extendió en vivo desde una canción pop corta hasta una pieza de improvisación prolongada, una práctica que se convertiría en una firma de Grateful Dead.

## Versión de Van Halen
El grupo de rock Van Halen lanzó "Dancing in the Street" como el segundo sencillo de su álbum de estudio de 1982, Diver Down. Su versión obtuvo un éxito comercial decente, alcanzando el top 40 en la lista Billboard Hot 100 de Estados Unidos.

## Versión de David Bowie y Mick Jagger
Mick Jagger y David Bowie grabaron una exitosa versión de "Dancing in the Street" como dúo en 1985, para el Live Aid. El plan original era tocar juntos un tema en vivo, con Bowie actuando en el estadio de Wembley en Londres y Jagger en el estadio John F. Kennedy de Filadelfia, hasta que se dio cuenta de que la conexión vía satélite causaría un retraso de medio segundo que haría esto imposible a menos que cualquiera de los dos Bowie o Jagger limitaran su contribución, algo que ninguno de los artistas estaba dispuesto a hacer.
En junio de 1985, Bowie estaba grabando sus contribuciones a la banda sonora de Absolute Beginners en los Westside Studios con Clive Langer y Alan Winstanley, por lo que Jagger organizó un vuelo para grabar la pista allí. La grabación se completó en sólo cuatro horas el 29 de junio de 1985. Trece horas después del inicio de la grabación, se completaron la canción y el video. Jagger arregló algunas sobregrabaciones musicales menores con Steve Thompson y Michael Barbiero en la ciudad de Nueva York.
La versión individual, mezcla del productor Bob Clearmountain, es ligeramente diferente de la versión utilizada en el recopilatorio Best of Bowie de David Bowie y otras, con la voz y la guitarra resaltadas más y una introducción ligeramente más corta.

### Recepción
La grabación de David Bowie y Mick Jagger de "Dancing in the Street" se publicó como sencillo a través de la compañía discográfica EMI y todas las ganancias se destinaron a la organización benéfica. La canción fue número 1 de los 40 Principales en España. También encabezó la lista de singles del Reino Unido durante cuatro semanas y alcanzó el puesto número 7 en los Estados Unidos en la lista Billboard Hot 100, convirtiéndose en el séptimo y último top ten de Bowie y el segundo de Jagger después de "State of Shock". Bowie y Jagger interpretarían la canción una vez más, en el concierto benéfico The Prince's Trust el 20 de junio de 1986. La canción ha aparecido desde entonces en varias recopilaciones de Bowie y en la recopilación de Jagger The Very Best of Mick Jagger. En 1988, la cadena de televisión estadounidense ABC utilizó una muestra de esta canción para promocionar su campaña de 1988-1989, pero bajo el nombre "Something's Happening", siendo el segundo año en que utilizan el mismo nombre, la primera vez para la campaña de 1987-1988.
En 2011, fue votada como la octava mejor colaboración de todos los tiempos en una encuesta de lectores de la revista musical Rolling Stone.  En una encuesta realizada por PRS for Music, la canción fue votada como la mejor canción que el público británico tocaría en las fiestas callejeras en celebración de la Boda Real de Kate Middleton y el Príncipe William en 2011 .
"Dancing in the Street" fue el sexto sencillo más vendido de 1985 en el Reino Unido, con 661.000 copias vendidas.

### Personal
Según Chris O'Leary: 
- David Bowie, Mick Jagger - voz principal
- Kevin Armstrong, GE Smith, Earl Slick - guitarra
- Steve Nieve – teclados
- Matthew Seligman, John Regan - bajo
- Neil Conti - batería
- Pedro Ortiz, Jimmy Maelen – percusión
- Mac Gollehon – trompeta
- Stan Harrison – saxofón alto y tenor
- Lenny Pickett – saxofón tenor y barítono
- Helena Springs, Tessa Niles - coros

### Posicionamiento en listas
| Listas (1985–86)                      | Puesto |
| ------------------------------------- | ------ |
| Australia (Kent Music Report)         | 1      |
| Austria (Ö3 Austria Top 40)           | 6      |
| Bélgica (Flandes) (Ultratop 50)       | 2      |
| Canadá (RPM Top Singles)              | 1      |
| Europa (European Hot 100 Singles)     | 1      |
| Finlandia (Suomen virallinen lista)   | 1      |
| Francia (SNEP)                        | 34     |
| Alemania (Offizielle Deutsche Charts) | 6      |
| Irlanda (IRMA)                        | 1      |
| Países Bajos (Dutch Top 40)           | 1      |
| Países Bajos (Mega Single Top 100)    | 1      |
| Nueva Zelanda (Recorded Music NZ)     | 2      |
| Noruega (VG-lista)                    | 3      |
| Sudáfrica (Springbok Radio)           | 10     |
| España (AFYVE)                        | 5      |
| España (Los 40 Principales)           | 1      |
| Suecia (Sverigetopplistan)            | 4      |
| Suiza (Schweizer Hitparade)           | 9      |
| Reino Unido (UK Singles Chart)        | 1      |
| Estados Unidos (Billboard Hot 100)    | 7      |
| Estados Unidos (Hot Dance Club Songs) | 4      |
| Estados Unidos (Mainstream Rock)      | 3      |
| Estados Unidos Cash Box Top 100       | 8      |